# 폴 처브
폴 첩(Paul Chubb, 1949년 1월 14일 ~ 2002년 6월 9일)은 오스트레일리아의 배우이다.
본명은 폴 던퍼드(Paul Dunford)다. 뉴캐슬에서 사망하였다.

## 출연 작품
- 더러운 짓거리 (2002년)
- 더 웰 (1997년)
- 코시 (1996년)
- 광란의 168시간 (1993년)
- 달콤한 사기꾼 (1991년)
- 폼페이의 비밀 (1988년)
- 느힐로 가는 길 (1997, Road to Nhill)
- 코카콜라 키드 (1985년)
- 열정 없는 순간들 (1983년)
- 히트웨이브 (1982년)

### 텔레비전
- 홈 앤 어웨이 (1999-2000) - 잭 브라운 역
- 올 세인츠 (2002)